# I Love It (série de televisão)
I Love It é uma série juvenil portuguesa transmitida pela TVI entre 9 de Setembro de 2013 e 23 de setembro de 2017. Inicialmente chamada de À Minha Maneira, I Love It tem como bases a série britânica Skins, numa versão mais leve. Começou a ser divulgada em Agosto de 2013.
Tem como protagonistas a artista internacionalmente reconhecida, Mia Rose, o ator revelação Diogo Lagoa e ainda o ator e apresentador Francisco Garcia, que ficou conhecido em Médico de Família e, mais tarde, na apresentação do programa da Disney, "Disney Kids".
Foi uma aposta televisiva da TVI com o objectivo de voltar a atrair o público juvenil, depois de Morangos com Açúcar (que esteve no ar durante 9 anos) ter terminado, mas a sua exibição terá sido interrompida sem qualquer justificação. Estreou inclusive no mês em que Morangos com Açúcar faria 10 anos de emissão.
A partir de 10 de janeiro de 2015, sábado, a série volta à programação da TVI para exibir os restantes episódios. Foi exibida pela TVI Ficção entre 12 de setembro de 2016 e 19 de maio de 2017, às 16h00, em 215 episódios, substituindo Massa Fresca e antecedendo Doida por Ti. Esteve novamente em reposição na TVI Ficção de 21 de outubro de 2019 até 28 de junho de 2020.
No dia 15 de julho de 2024 foi disponibilizada na plataforma de streaming da TVI, TVI Player com os seus 215 episódios de produção.
Segundo o jornal Público, a série gerou polémica junto dos telespetadores e foi acusada de perpetuar estereótipos.

## Sinopse
«I Love It» é a história de Beatriz (Mia Rose), uma rapariga irreverente apaixonada pela música, que canta e compõe em casa, alimentando o sonho de fazer as suas criações musicais tocarem aqueles que as ouvem.
Beatriz vive longe da família, pois a crise atual obrigou os seus pais a emigrarem para Angola, levando consigo o filho mais novo, mas isso não lhe tirou a força nem a determinação. Divide a casa com Leila (Simone Santos), uma jovem angolana recém-chegada a Portugal que veio estudar Design de Moda e sonha ser uma top stylist.
A amizade recente de Beatriz e Leila é fortalecida pela distância às respetivas famílias, algo que as une. Se, para Leila, tudo é ainda uma descoberta, para Beatriz as maiores mudanças ainda estão para vir: inesperadamente, vê a sua casa invadida por Rodolfo (Frederico Amaral), um açoriano decidido a "incendiar" o continente com o seu charme, Arrison (João Bonneville), um brasileiro de sangue quente mas que acredita no amor eterno, e Cristina (Sara Barros Leitão), uma jovem transmontana tímida e virgem que nunca saiu da sua aldeia.
De um dia para o outro, a casa de Beatriz transforma-se numa residência de jovens estudantes de diferentes origens, nacionalidades e personalidades, todos eles com objetivos e sonhos próprios, e todos eles lidando com o que a vida ainda lhes reserva. Amizade, amores e desamores, frustrações e conquistas serão os
principais componentes do dia-a-dia dos novos companheiros de casa, dando origem a muitas peripécias.
A vida de Beatriz será pautada não só pela convivência e pela amizade com os seus novos amigos, mas também pelo amor com Pedro (Diogo Lagoa), um ex-delinquente que reconstruiu a sua vida e partilha com Beatriz a paixão pela música. O amor entre Beatriz e Pedro terá de enfrentar a falta de escrúpulos de Tomás (Francisco Garcia), um rapaz rico habituado a ter o que quer e que não desistirá do seu objetivo de conquistar Beatriz. Para o conseguir, irá aliar-se a Iolanda (Marta Andrino), uma jovem muito ambiciosa que deseja ardentemente conquistar Pedro e também ser uma cantora famosa, rivalizando com Beatriz (Mia Rose) no amor e na música.

## Elenco
- Mia Rose - Beatriz Madeira
- Diogo Lagoa - Pedro Branco
- Francisco Garcia - Tomás Gouveia
- Marta Andrino - Iolanda Medeiros
- Sara Barros Leitão - Cristina Moás
- João Bonneville - Arrison Fordji de Souza
- Frederico Amaral - Rodolfo (Rena) Macedo
- Simone Santos - Leila Barbosa
- Diana Nicolau - Mara Viegas
- Pedro Caeiro -  Mário Fernandes
- André Patrício -  Hugo Santos
- Olívia Ortiz -  Helena Noronha  - Dj Miss Len
- Patrícia Godinho -  Benedita Noronha
- Carla Andrino -  Lurdes Noronha
- Fernando Rodrigues -  Rodrigo Noronha
- Pedro Lacerda -  Alfredo "Fanã" Pureza
- Fernanda Lapa -  Dolores Pureza
- Patrícia Tavares -  Susana Pureza
- Pedro Górgia -  João Carlos Pureza
- Miriam Santos -  Raquel Viegas
- Hugo Costa Ramos -  António (Tó) Neves
- Joana Ribeiro Santos - Sandra
- Beatriz Coelho -  Sofia Viegas
- Anna Leppänen -  Tatiana Neves
- David Henriques -  André Freitas
- Catarina Rebelo -  Jéssica Costa
- Francisco Gomes -  Ruben Costa
- João Arrais -  Tiago Silva
- Simão Santos -  Rui Pureza
- Gustavo Alves -  João Pureza
- Matilde Miguel -  Mariana Pureza
- Tiago Teotónio Pereira - Duarte

## Elenco adicional
- Ana Mafalda - Rute
- André Gonçalves - Johnny
- António Filipe - Homem que vem penhorar a casa de Beatriz
- Carlos Sebastião - Vendedor da Roulotte
- César Costa
- Érica Rodrigues
- Fernanda Diniz -  Roberta Carla
- Gonçalo Quintanilha - Intendente Peixoto
- Henrique Gil
- Hugo Franco - Mário
- Inês Jorge - Recepcionista do Hospital
- Iolanda Laranjeiro - Otília Rebordão
- João Capela - Nuno
- João Loy - Inspector
- Joaquim Guerreiro - Porteiro/Segurança da festa de Tomás
- Lia Carvalho - Eva
- Lourenço Seruya - Polícia que prende Pedro
- Mafalda Almeida - Rapariga que Rena leva para a zona privada da Discoteca
- Manuel Lourenço - Fernando Madeira
- Miguel Raposo - Chino (mitra do bairro de Pedro)
- Nuno Viriato
- Paula Mora - Clara Madeira
- Pedro Loureiro
- Raquel Jacob
- Raimundo Cosme - Primo Carlos
- Raquel Leite Borges - Silvia (Recepcionista / Funcionária do Ginásio)
- Raquel Loureiro
- Ricardo Fialho - Gustavo
- Rosa Bela - Elsa
- Rui M. Silva - Médico que diagnostica o tumor a Helena
- Rui Raposo - Zé - Pizzeiro
- Sandra Figueiredo
- Sara Cecilia (amiga do Rena)
- Sofia Mota
- Sury Cunha
- Tiago Nogueira - Dealer
- Tobias Monteiro -Afonso (namorado de Mário)
- Vítor Fonseca - Steve Marques
- Victor Yovani - Quique

- Vasco Magalhães - Baterista Banda Beatriz

## Transmissão
I Love It foi exibida de segunda a sexta-feira, às 19 horas. No entanto, devido aos fracos resultados obtidos nas audiências, a série passou a ser apenas transmitida aos sábados, de manhã.
A série é exportada pela primeira vez para Moçambique.
A 5 de julho de 2014, a série desapareceu da programação da TVI e deixou de ser exibida, sem qualquer previsão de voltar (de acordo com o departamento de Relações Públicas), apesar dos restantes episódios já estarem produzidos. A 10 de janeiro de 2015, sábado, a série voltou novamente à programação da TVI, para emissões regulares todos os sábados dos episódios por exibir.
A partir de 8 de maio de 2015, passou a ser exibida uma hora mais tarde.
A 3 de setembro de 2015, a série estreou pela primeira vez em Angola e pela segunda em Moçambique, através da TVI África.
Foi exibida pela TVI Ficção entre 12 de setembro de 2016 e 19 de maio de 2017, às 16h00, em 215 episódios, substituindo Massa Fresca e antecedendo Doida por Ti. Ao ser finalizada a emissão da série na TVI Ficção antes de a mesma ser finalizada no canal em que a série estreou, a TVI generalista - nesta última, o episódio final foi emitido quatro meses mais tarde do que na TVI Ficção -, deu-se o inusitado caso de a dita "reposição" terminar primeiro que aquela que seria supostamente a emissão original.
I Love It teve duas novas reposições na TVI Ficção, sendo que uma se iniciou em 21 de outubro de 2019 e outra, atualmente em exibição, começou no verão de 2022, com a exibição de um episódio por semana.
| País       | Canal      | Título adaptado | Estreia               | Final                  | Horário                   |
| ---------- | ---------- | --------------- | --------------------- | ---------------------- | ------------------------- |
| Portugal   | TVI        | I Love It       | 9 de setembro de 2013 | 23 de setembro de 2017 | Sábado, às 08h45          |
| Moçambique | TVM 2      | I Love It       | 14 de julho de 2014   | 17 de abril de 2015    | Segunda a sexta, às 18h30 |
| Angola     | TVI África | I Love It       | 3 de setembro de 2015 | Julho de 2016          | Segunda a sexta, às 19h00 |
| Moçambique | TVI África | I Love It       | 3 de setembro de 2015 | Julho de 2016          | Segunda a sexta, às 20h00 |

## Audiências
Na estreia, a 9 de Setembro de 2013 (Segunda-feira), I Love It marcou 8,3% de rating e 22,9% de share, não liderando o horário. Chegou a ser transmitida algumas vezes em horário nobre, nos primeiros episódios, e os resultados foram positivos, mas insuficientes para se aproximar da concorrência. O horário definitivo era às 19h, de Segunda a Sexta-feira (salvo algumas excepções). Até que, a partir de meados de Fevereiro, passou a dar apenas uma vez por semana, aos Sábados, resultando numa diminuição acentuada de audiência. Depois de uma interrupção, a série voltou à programação em 2015.
| Média | Média        | Episódios exibidos | Rating | Share |
| ----- | ------------ | ------------------ | ------ | ----- |
| 2013  | Setembro     | 21                 | 7,5%   | 19,5% |
| 2013  | Outubro      | 21                 | 6,4%   | 19,4% |
| 2013  | Novembro     | 14                 | 7,1%   | 19,1% |
| 2013  | Dezembro     | 13                 | 6,9%   | 18,7% |
| 2014  | Janeiro      | 16                 | 6,9%   | 18,2% |
| 2014  | Fevereiro    | 9                  | 4,8%   | 16,4% |
| 2014  | Março        | 4                  | 2,0%   | 15,1% |
| 2014  | Abril        | 4                  | 1,7%   | 13,4% |
| 2014  | Maio         | 3                  | 1,6%   | 14,0% |
| 2014  | Junho        | 3                  | 1,2%   | 12,5% |
| 2014  | Julho        | 1                  | 1,4%   | 12,6% |
| 2014  | Interrompida |                    |        |       |
| 2015  | Janeiro      | 4                  | 1,0%   | 9,5%  |
| 2015  | Fevereiro    | 4                  | 1,1%   | 10,1% |
| 2015  | Março        | 4                  | 1,1%   | 9,8%  |
| 2015  | Abril        | 3                  | 1,2%   | 10,2% |
| 2015  | Maio         | 4                  | 1,6%   | 13,2% |
| 2015  | Junho        | 3                  | 1,2%   | 12,0% |
| 2015  | Julho        | 2                  | 1,1%   | 11,8% |
| 2015  | Agosto       | 2                  | 1,1%   | 13,4% |
| 2015  | Setembro     | 2                  | 1,0%   | 10,8% |
| 2015  | Outubro      | 2                  | 0,9%   | 8,5%  |
| 2015  | Novembro     | 2                  | 1,0%   | 10,5% |
| 2015  | Dezembro     | -                  | -      | -     |
| Total | Total        | 141                | 2,7%   | 13,7% |

- Cada ponto de Rating equivale a 95.000 espetadores